# Assembleia Municipal de Peniche
A Assembleia Municipal de Peniche é o órgão autárquico responsável pelo debate, aprovação e fiscalização de projetos municipais, quer propostos pelos partidos, quer pela câmara municipal.

## Descrição Geral
A Assembleia Municipal de Peniche é composta por um total de 25 deputados municipais, sendo 4 destes os presidentes das várias Juntas de Freguesia do Concelho.
As sessões plenárias da Assembleia Municipal de Peniche realizam-se, geralmente, às sextas-feiras, em datas previamente fixadas, no Auditório do Edifício Cultural da Câmara Municipal de Peniche.
Das Eleições autárquicas, realizadas em Outubro de 2017, resultou a eleição de 4 deputados para a coligação CDU (PCP-PEV), 5 para o PS, 8 para o PPD/PSD e 8 para um GCEPP-Grupo de Cidadãos eleitores por Peniche.

## Composição
Tem a seguinte composição para o mandato 2017-2021.

### Mesa da Assembleia Municipal
- Presidente: Américo Araújo Gonçalves - PS
- Primeiro-Secretário: Licínio Pereira - GCEPP
- Segundo Secretário: Carlos Manuel de Sousa Policarpo - GCEPP

### Deputados eleitos diretamente
- Inês Grandela Nunes Lourenço - GCEPP
- Maria João Estevam Avelar Rodrigues - PPD/PSD
- José António Bombas Amador - CDU
- António Paulo Brandão Moniz de Jesus - GCEPP
- Ademar Vala Marques - PPD/PSD
- Henrique André da Silva Estrelinha - PS
- Vanda Margarida Duarte Pinto Ferreira - GCEPP
- Sofia Cecílio Barradas - PPD/PSD
- Mariana da Conceição Santos Rocha - CDU
- Nuno Carlos Alvelos Nico - PPD/PSD
- Rui Vasco Pereira Serpa Malheiros Cativo - GCEPP
- Célia Sousa Martins - PPD/PSD
- Álvaro André Paiva Amador - CDU
- Ângelo Miguel Ferreira Marques - PS
- Tiago Jorge Carvalho Gonçalves - PS
- Bruno Miguel Vieira Rasteiro - PPD/PSD
- Maria Leopoldina de Fátima Manteigas - GCEPP
- Maria Madalena de Matos Vilhena Sustelo Rosa - PPD/PSD

### Presidentes das Juntas de Freguesia (deputados eleitos indiretamente, por inerência)
- Presidente da Junta de Freguesia de Atouguia da Baleia – Afonso Rosário Costa Clara - PPD/PSD
- Presidente da Junta de Freguesia de Ferrel – Pedro Henrique Lourenço Barata - PS
- Presidente da Junta de Freguesia de Peniche – Teresa Cecília Batista Lopes - GCEPP
- Presidente da Junta de Freguesia da Serra d’El-Rei – Jorge Alberto Bombas Amador - CDU